# フルオロフォルペット
| フルオロフォルペット Fluor Folpet | フルオロフォルペット Fluor Folpet                                |
| --------------------------------- | ---------------------------------------------------------------- |
|                                   |                                                                  |
| IUPAC名                           | 2-(ジクロロ-フルオロメチル)スルファニルイソインドール-1,3-ジオン |
| 別名                              | プレベントールA3                                                 |
| 分子式                            | C9H4Cl2FNO2S                                                     |
| 分子量                            | 280.10                                                           |
| CAS登録番号                       | 719-96-0                                                         |
| 形状                              | 白色微粉末                                                       |
| 融点                              | 142~146 °C                                                       |
| SMILES                            | C1=CC=C2C(=C1)C(=O)N(C2=O)SC(F)(Cl)Cl                            |
| 出典                              | 米国国立生物工学情報センター                                     |

フルオロフォルペット（英Fluor Folpet）は、化学式C9H4Cl2FNO2Sで表される有機化合物。フォルペットの塩素分子のうちの1つをフッ素に置き換えたものである。プレベントールA3の商品名で、主にプラスチックや塗料の防カビ剤として用いられる。

## 効果等
ほとんどのカビに対する最小発育阻止濃度は2~200ppmであり、防藻効果も併せ持つ。アセトンには可溶であるが、水に対する溶解性は1リットルあたり0.015gと低い。光や熱に対して安定しており、揮発性も低いので効果の持続性に優れる。ラットに経口投与した場合の半数致死量は2,900mg/kgである。原体は皮膚への刺激性があるが、通常の防カビ剤としての使用濃度では刺激性は生じない。